# 1986 год в СССР
- В 1986 году в Москве начали возвращать исторические названия переименованным улицам. Первой своё дореволюционное имя получила Остоженка.

## Январь

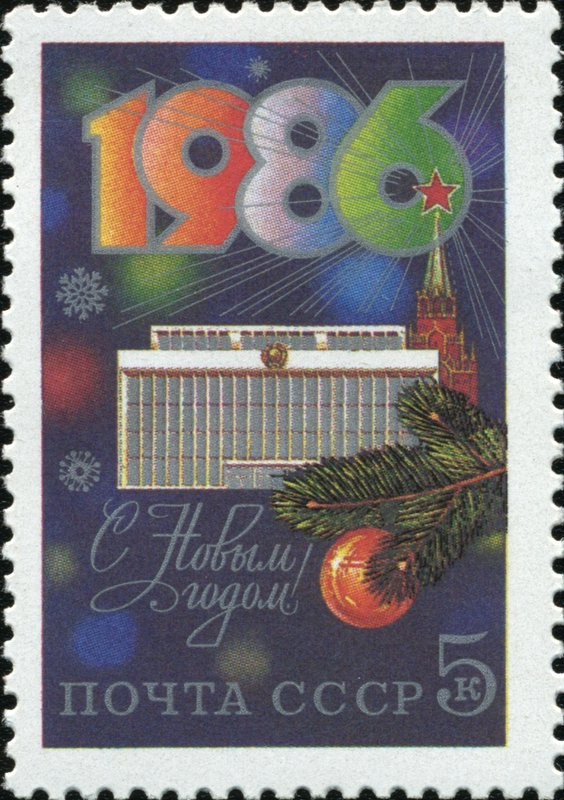
Почтовая марка СССР, 1986 год

- 1 января — М. С. Горбачёв и Р. Рейган обратились с традиционной новогодней речью к народам соответственно США и СССР, демонстрируя стремление снизить накал противостояния между двумя сверхдержавами
- 14 января — В первый рейс вышел советский атомоход «Россия».
- 15 января — Заявление М. С. Горбачёва о программе полной ликвидации ядерного оружия во всём мире.
- 29 января — Инцидент на высоте 611

## Февраль

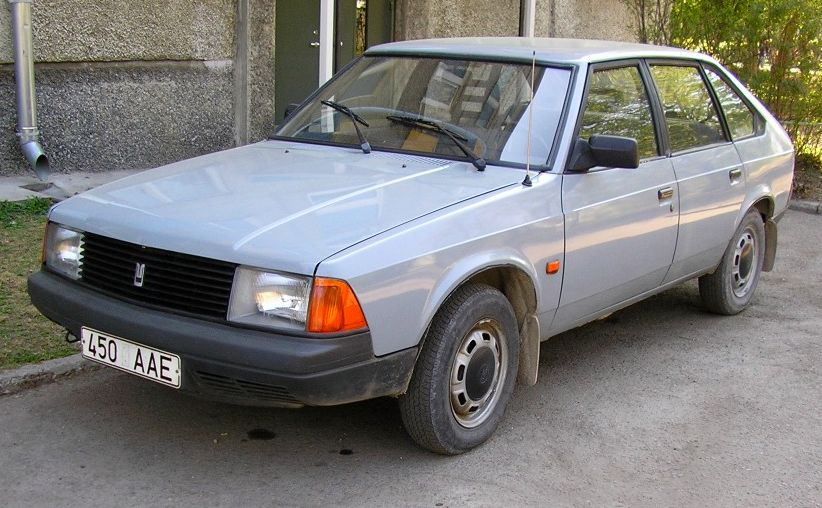
Новый советский автомобиль — Москвич-2141

Эмблема космической станции «Мир»

- 1 февраля — премьера последнего фильма Андрея Тарковского «Жертвоприношение».
- 2 февраля — Волгоградский тракторный завод начал производство энергонасыщенного трактора «Волгарь».
- 11 февраля — Перестройка: правозащитник Анатолий Щаранский освобождён из советской тюрьмы в обмен на двух советских разведчиков и вынужден покинуть СССР[1][2][3].
- 12 февраля — на конвейере АЗЛК собран первый автомобиль модели Москвич-2141.
- 16 февраля
  - Советский лайнер «Михаил Лермонтов» потерпел крушение в заливе Шекспира у берегов Новой Зеландии.
  - Катастрофа Ил-14 в Антарктиде.
- 18 февраля — перестановки в советском руководстве: Б. Н. Ельцин избран кандидатом в члены Политбюро ЦК КПСС. Из Политбюро выведен В. В. Гришин.
- 19 февраля
  - На орбиту выведены первые модули советской орбитальной станции «Мир».
  - Челябинский тракторный завод выпустил первую партию тракторов Т-800.
- 21 февраля — восстановлены дипломатические отношения между СССР и Кот-д’Ивуаром.
- 25 февраля — В Москве открылся XXVII съезд КПСС (до 6 марта). Он утвердил новую редакцию Программы КПСС и «Основные направления экономического и социального развития СССР на 1986—90 годы и на период до 2000 года» (курс на строительство коммунизма) и Устав партии.

## Март
- 2 марта — Катастрофа Ан-24 под Бугульмой.
- 12 марта — Крушение на станции Судженка
- 13 марта
  - Запуск пилотируемого советского космического корабля Союз Т-15, приземление 16 июля 1986 года, последний полёт корабля модификации «Союз Т». Экипаж старта и посадки — Кизим Л. Д., Соловьёв В. А.. Это первая экспедиция на станцию «Мир».
  - Владимирский тракторный завод начал производство тракторов Т-30.
- 21 марта
  - Первый запуск советской межконтинентальной баллистической ракеты Р-36М2 (15А18М) в рамках лётных испытаний. Из-за ошибки в системе управления ракета упала и взорвалась на стартовой площадке. Пострадавших не было.
  - Президиум ВС СССР принял указ об образовании общесоюзного Государственного комитета СССР по вычислительной технике и информатике.
- Март — Афганская война: решение администрации Р. Рейгана о начале поставок в Афганистан для поддержки моджахеддинов ПЗРК «Стингер» класса «земля — воздух», что сделало боевую авиацию 40-й армии уязвимой для поражения с земли.

## Апрель
- 4—20 апреля — Афганская война: операция по разгрому базы Джавара: крупное поражение моджахедов. Неудачные попытки отрядов Исмаил-хана прорвать «зону безопасности» вокруг Герата.
- 26 апреля
  - Авария на Чернобыльской АЭС. Самое сильное радиоактивное загрязнение в истории, значительные территории стали непригодными для жилья.
  - Состоялся первый межреспубликанский фестиваль брейкданса в эстонском городе Винни. Началась эпоха официального признания брейкданса, как танцевальной молодёжной культуры в СССР.
- 27 апреля — Эвакуация из города Припять в связи с аварией на Чернобыльской АЭС.
- 28 апреля — На домашнем чемпионате мира по хоккею в Москве СССР в 20-й раз стал чемпионом мира.

## Май
- 2 мая — «Динамо» (Киев) выиграло кубок обладателей кубков
- 13 мая — состоялся V съезд Союза кинематографистов, известный как Съезд побеждённых.
- 17 мая — Катастрофа Як-40 под Ханты-Мансийском.
- 21 мая
  - Старт космического корабля Союз ТМ-1, приземление 30 мая 1986 года. Отработка систем корабля новой серии, беспилотный.
  - Происшествие с Ту-154 над Домодедовом.
- 23 мая — принято Постановление Совета Министров СССР «О мерах по усилению борьбы с нетрудовыми доходами».
- 25 мая — В СССР в эфир вновь вышла телепередача «КВН».

## Июнь
- 15 июня — Чемпионат мира по футболу: Сборная СССР проиграла в 1/8 финала в дополнительное время Бельгии со счётом 4:3
- 16 июня — Афганская война: Операция «Манёвр»
- 17-19 июня — Афганская война: Десант на гору Яфсадж
- 22 июня — Катастрофа Ту-134 в Пензе.
- 30 июня — установлены дипломатические отношения между СССР и Вануату.

## Июль
- 2 июля — в результате вынужденной посадки на лес в 75 километрах от Сыктывкара потерпел катастрофу самолёт Ту-134АК, погибли 54 из 92 человек на борту.
- 5 июля — в Москве состоялось торжественное открытие первых Игр доброй воли (соревнования проводились до 20 июля).
- 16 июля — приземление корабля Союз Т-15. Экипаж посадки — Л. Д. Кизим, В. А. Соловьёв.
- 22 июля — восстановлены дипломатические отношения между СССР и Либерией.
- 27 июля — Провал грунта в Березниках.

## Август
- 18 августа — в Хельсинки (Финляндия) прошли первые за предшествующие 19 лет переговоры между СССР и Израилем по вопросу о положении евреев в СССР.
- 18-26 августа — Афганская война: Операция «Западня»
- 23 августа — новое обострение советско-американских отношений: Геннадий Захаров из дипломатического представительства СССР при ООН арестован агентами ФБР и обвинён в шпионаже, в ответ 30 августа в Москве арестован по обвинению в шпионаже американский журналист Николай Данилов
- 31 августа — В Цемесской бухте (Новороссийск) после столкновения с грузовым судном потерпел кораблекрушение советский круизный пароход «Адмирал Нахимов», 423 погибших.

## Сентябрь
- 2 сентября — американский журналист Николас Данилофф был арестован КГБ и обвинен в шпионаже. 23 сентября того же года освобожден и выехал из СССР.
- 20 сентября — двое солдат-дезертиров захватили самолёт Ту-134 в аэропорту Уфы.

## Октябрь
- 5 октября — из СССР выслан известный диссидент Юрий Орлов.
- 6 октября — в Атлантическом океане затонула советская атомная подводная лодка К-219, погибло 4 члена экипажа, позже ещё 4 скончались от последствий аварии.
- 11 октября — Холодная война: встреча советского и американского лидеров М. С. Горбачёва и Р. Рейгана в Рейкьявике (Исландия) для продолжения переговоров о сокращении ракет средней дальности в Европе (формально переговоры завершились безуспешно, однако эта встреча считается ключевой, так как именно после неё СССР начал постепенно сдавать позиции на международной арене).
- 20 октября — Катастрофа Ту-134 в Куйбышеве.
- 23 октября — в США доктор Хайдер начал 218-дневную голодовку, требуя ядерного разоружения. В СССР начинается массированная акция в его поддержку.
- 31 октября — заявление ТАСС о начале вывода 6 полков из Афганистана

## Ноябрь
- 6 ноября — Крушение на станции Користовка
- 12 ноября — в СССР создан Советский фонд культуры во главе с Д. С. Лихачёвым и Г. В. Мясниковым.
- 13 ноября — Политбюро ЦК КПСС поставило задачу вывести все войска из Афганистана в течение двух лет.
- 14 ноября — Ограбление универмага «Молодёжный»
- 19 ноября — в СССР принят закон «Об индивидуальной трудовой деятельности», призванный поставить под контроль государственных органов уже реально существующий «подпольный» частный бизнес.
- В эксплуатацию введён объект «Укрытие».

## Декабрь
- 6 декабря — на Форуме творческой молодёжи Москвы, поэт и художник Сергей Арто заявил о создании независимого творческого объединения художников «АРБАТР».
- 12 декабря — Катастрофа советского Ту-134 под Берлином.
- 16 декабря — начало массовых беспорядков в Казахской ССР вызванных отставкой главы республики Динмухамеда Кунаева.
- 19 декабря — Перестройка: советскому правозащитнику Андрею Сахарову было разрешено вернуться из ссылки в Москву.
- 26 декабря — опубликовано сообщение о завершении испытаний нового грузового автомобиля ГАЗ-3307.

## Умерли
- 12 апреля — Валентин Катаев, писатель[4]